# 30zona
30zona je hrvatski rap i trap dvojac iz Zagreba. Čine ga Antonio Martinović i Petar Mateo Glavaš, poznatiji kao Shin i Galaš. Zajedno snimaju pjesme od 2018. Postali su poznati nakon sudjelovanja u srpskoj seriji Južni vjetar, snimajući prvu pjesmu hrvatskih izvođača "Pos'o".

## Biografija
Antonio (Shin) i Petar (Galaš) odrasli su u istom zagrebačkom kvartu Kozari boku, gdje i dan danas žive. Pohađali su Osnovnu školu Vinko Žganec, a prema svojim riječima, repom se bave od četvrtog razreda osnovne škole. 
Predstavili su svoj kvart, Kozari bok ("Kozari Bronx") na serijalu Kvart priča poznatoga jutubera Vida Juračića 2019. godine.
Kao svoje uzore navode svjetske zvijezde 50 Cent, Eminem ali i izvođače s područja jugositočne Europe poput Zimski i Gir.

## Diskografija

### Albumi
- 30 (siječanj 2020.)
- 300 (siječanj 2022.)
- 300 SILVER  (studeni 2022.)

### EP-ovi
- 6 (siječanj 2021.)[1]
- S3Z0NA (21. svibnja 2025.)[2]

### Spotovi
- "Ne da mi se ne da" (travanj 2018.)
- "Samo zovi" x Merula (prosinac 2018.)
- "Galaš" (siječanj 2019.)
- "Loše navike" (veljača 2019.)
- "Shin" (travanj 2019.)
- "Nonstop" ft. Merula (lipanj 2019.)
- "JBG" (lipanj 2019.)
- "200 na sat" (srpanj 2019.)
- "Keš u krvi" (studeni 2019.)
- ZIZI X 30zona (listopad 2019.)
- "Kume" ft. Mimi Mercedez (veljača 2020.)
- "Prvak" x Grše (ožujak 2020.)
- "Pos'o" soundtrack za seriju Južni vjetar (travanj 2020.)
- "Balkanac" x Tommy Gang (svibanj 2020.)
- "Kazna" ft. Buntai (lipanj 2020.)
- "La cocaina" (lipanj 2020.)
- "Sad me žele" (lipanj 2020.)
- "Bato" (lipanj 2020.)
- "Blud" x Hiljson Mandela, Merula (lipanj 2020.)
- "Kune i dinari" ft Britni (lipanj 2020.)
- "Legende" (lipanj 2019.)
- "Tokio" x Zimski (srpanj 2020.)
- "Geto" (kolovoz 2020.)
- "Di si bio" x Merula (rujan 2020.)
- "Andjeo u paklu" (siječanj 2021.)
- "Pričaj mi" (siječanj 2021.)
- "A bez nje" (siječanj 2021.)
- "Pijanice" (siječanj 2021.)
- "Barrichellos" ft. Merula (veljača 2021.)
- "OBM" ft. Connect (lipanj 2021.)
- "Divlja igra" soundtrack za seriju Južni vjetar (studeni 2021.)

## Južni vetar
Južni vetar srpska je kriminalistička dramska televizijska serija iz 2020. 30zoni se redatelj Miloš Avramović javio nakon što je čuo pjesmu "Galaš" te je s dečkima dogovorio suradnju u obliku snimanja pjesme i spota za jedan od soundtrackova. Na kraju svake epizode ove popularne serije predstavlja se nova pjesma, što je bila odlična platforma za ovaj zagrebački duo. Naime, prvi su hrvatski izvođači koji su snimali za navedenu srpsku hit seriju, a danas i jedini s dva soundtracka- "Pos'o" koji je izašao sredinom 2020. i "Divlja igra" koja je izašla krajem 2021. (i snimana u poznatom zagrebačkom kafiću i klubu Johann Franck).